# Rhopalomyia lobulifera
Rhopalomyia lobulifera är en tvåvingeart som beskrevs av Boris Mamaev 1990. Rhopalomyia lobulifera ingår i släktet Rhopalomyia och familjen gallmyggor. Inga underarter finns listade i Catalogue of Life.